# ميخاو كورتيكا
ميخاو كورتيكا (بالبولندية: Michał Kurtyka) هو سياسي واقتصادي بولندي وُلد في 20 يوليو 1973. شغل منصب وزير المناخ والبيئة في بولندا من عام 2020 إلى 2021، كما ترأس مؤتمر الأمم المتحدة للتغير المناخي لعام 2018 (COP24) في كاتوفيتسه، بولندا.

## التعليم
درس كورتيكا الفيزياء والاقتصاد، حيث تخرج من جامعة وارسو، وواصل دراسته في المدرسة العليا للتجارة في باريس (HEC Paris)، ثم في جامعة البوليتكنيك في باريس، وهي من أرقى الجامعات التقنية في فرنسا. كما حصل على درجة الدكتوراه في الاقتصاد.

## المسيرة المهنية
بدأ حياته المهنية في القطاع الأكاديمي والبحثي، قبل أن ينتقل إلى العمل الحكومي. تولى مناصب مختلفة في وزارة الاقتصاد ووزارة الطاقة البولندية، حيث شارك في إعداد برامج تتعلق بالطاقة والابتكار والتنمية الصناعية.
في عام 2016، أصبح وكيل وزارة الطاقة، حيث لعب دورًا في تطوير سياسة الطاقة الوطنية، بما في ذلك استراتيجية التنقل الكهربائي في بولندا.

## مؤتمر المناخ (COP24)
في عام 2018، عُيِّن كورتيكا رئيسًا للدورة الرابعة والعشرين لمؤتمر أطراف اتفاقية الأمم المتحدة الإطارية بشأن تغير المناخ (COP24)، الذي عُقد في كاتوفيتسه، بولندا. ونجح في قيادة مفاوضات أدت إلى تبني حزمة كاتوفيتسه، وهي مجموعة من القواعد لتنفيذ اتفاق باريس للمناخ.

## وزير المناخ والبيئة
في عام 2020، تم تعيينه وزيرًا للمناخ والبيئة في بولندا في حكومة ماتيوش مورافيتسكي. خلال فترة ولايته، ركز على سياسات الطاقة النظيفة، والتحول إلى اقتصاد منخفض الانبعاثات، وتعزيز دور الطاقة النووية والمتجددة في مزيج الطاقة البولندي.
غادر المنصب في عام 2021، بعد تعديل وزاري.

## المواقف
كورتيكا معروف بموقفه الداعم للعمل المناخي من خلال التعاون الدولي، لكنه أيضًا سعى لتحقيق التوازن بين أهداف المناخ والنمو الاقتصادي في بولندا، التي تعتمد بشكل كبير على الفحم.